# FIFA 19
FIFA 19 — 26-я футбольная игра из серии игр FIFA, разработанная для платформ Windows, Nintendo Switch, PlayStation 4, PlayStation 3, Xbox One и Xbox 360. Игра выпущена компанией Electronic Arts 28 сентября 2018. Лицом игры является футболист туринского «Ювентуса» (на момент выхода игры) Криштиану Роналду.
Это была последняя игра серии FIFA выходившая на консоли седьмого поколения.

## Игровой процесс
Сеттинг FIFA 19 тесно связан с UEFA Champions League по оформлению, озвучиванию и актерскому составу. В игре имеется режим UEFA Champions League, во время которого игрок может пройти от групповой стадии турнира до финала. Предусмотрена интеграция с режимами быстрого матча и карьеры.
В игре предлагается ряд приемов первого касания: скрытые обманные движения, подкидывания мяча для удара с лета и другие. Разработана новая тактическая система, где можно реализовывать несколько тактических схем и вносить в них изменения во время игры. Разработчики заявляют об улучшенном интеллекте партнеров по команде.

## Сборные
Всего в FIFA 19 присутствует 49 национальных сборных, из них 30 полностью лицензированные, ещё 18 сборных частично лицензированные — у них реальные составы и игроки, но нелицензированные формы и эмблемы. У сборной Бразилии наоборот — лицензированная форма, но нелицензированная лига. По сравнению с FIFA 18 в игру была включена сборная Эквадора, но была исключена сборная Китая. Впервые с лицензированным стадионом Открытие Арена (ныне Лукойл Арена), не считая режим чемпионата мира по футболу в FIFA 18, будет представлена сборная России. По сравнению с FIFA 18, из игры была исключена женская сборная Китая. Таким образом в FIFA 19 представлено 14 национальных женских сборных.

## Лиги и команды
В игру включены полностью лицензированные чемпионаты Италии и Китая по футболу. Исключена Российская Премьер-лига, остались лишь три клуба: Спартак, Локомотив, ЦСКА. Украинская Премьер-лига теперь представлена двумя клубами, в отличие от предыдущей версии, где был только Шахтер, разработчики добавили Динамо. Также в FIFA 19 обновилась испанская Примера — добавлено множество стадионов, изображений игроков, а также оформление трансляций.
Впервые, в FIFA 19 появились лицензированные UEFA Champions League, UEFA Europa League и UEFA Super Cup.

## Отзывы
| Сводный рейтинг | Сводный рейтинг | Сводный рейтинг |
| Издание         | Оценка          | Оценка          |
| Издание         | PS4             | Xbox One        |
| --------------- | --------------- | --------------- |
| GameRankings    | 81,50 %         | 84,38 %         |